# دارما إنيشيتيف
مبادرة دارما أو الصفة الجوهرية (بالإنجليزية: Dharma Initiative)‏، اسم أًطلق في المسلسل الأمريكي لوست على دائرة الأبحاث التي تعمل داخل الجزيرة. هذه الدائرة افتراضية وليست حقيقية وإنما أنشئت ضمن سياق قصة المسلسل. يفترض أن هذه الشركة هي للأبحاث التي تجرى على الجزيرة وتهتم بعلم الحيوان وعلم الطقس والتخاطر الذهني وعلم النفس وعلوم الكهرومغناطيسية. قام بتدمير الشركة بنجامين لاينس المعروف باسم (بن) بمساعدة الآخرين.

## وصلات خارجية
- موقع لوست الرسمي